# Daniel-François-Esprit Auber
Daniel-François-Esprit Auber, född 29 januari 1782 i Caen i Normandie, död 13 maj 1871 i Paris, var en fransk kompositör.

## Biografi
Auber var av sin far bestämd för handelsyrket och ägnade sig i början åt musiken endast som tidsfördriv. Han gjorde sig i enskilda kretsar känd genom komposition av romanser, små operor och instrumentalmusik. Först när fadern råkade i obestånd fick han göra musiken till sitt yrke. Han fullkomnade sina studier under Boieldieu och Luigi Cherubini samt uppträdde från 1813 offentligt med operor, vilka dock gjorde föga lycka. Genom La berger e chätelaine 1820 fick han ett namn, och hans ryktbarhet ökades snart genom nya verk, bland vilka La neige 1823 banade sig väg till utlandet. 1824 följde Le concert a la cour, 1825 Le macon, och 1828 La Muette de Portici. Genom sistnämnda komposition, med vilken Auber beträdde stora operans tiljor, nådde hans rykte sin höjd. 
Han återvände dock till opéra comique och skrev 1830 Fra Diavolo, som jämte de båda sistnämnda räknas till hans bästa arbeten. Svagare är Le Dieu et la bayadére 1832, vars huvudroll skrevs för Taglioni (liksom "Den stummas" för dansösen Nobiet). Av de sedan följande operorna må nämnas L'am-bassadrice 1836, Le domino noir 1837, Le lac des jées 1839, Les diamants de la couronne 1841, La part du diable 1842, La siréne 1844 och Marco Spada 1852. Alla de ovan nämnda styckena, med undantag av La bergére, är uppförda i Stockholm. Början gjordes 1825 med Snöfallet. Därefter följde Fra Diavolo 1833, Concerten på hofvet, Muraren 1834, Den stumma från Portici 1836, Le lac des fées (Trollsjön), Hälften var eller hin ondes andel, Kronjuvelerna, Den svarta dominon, Ambassadrisen, Sirenen, Bramha och bajadéren samt Marco Spada (1867).
Aubers oerhörda popularitet gick hand i hand med yttre utmärkelser. 1829 blev han medlem av Académie des Beaux-Arts, 1842 efter Cherubini direktör för Conservatoire de Paris, en plats, på vilken han verkade ofantligt gott genom nitisk punktlighet och genom införande av flera förbättringar, 1857 kejserlig hovkapellmästare (ehuru han aldrig fungerade såsom dirigent) med mera, 1869 uppfördes hans sista opera, Le réve d'amour. Den 13 maj 1871 insomnade han i Paris mitt under kommunardernas barrikadlarm.

## Verkförteckning

### Operor
Operans originaltitel jämte datum och scen för urpremiären samt i förekommande fall svensk urpremiär och titel.

### 1805–1829
- L’erreur d’un moment (1805, Salle Doyen, Paris)
- Jean de Couvin (September 1812, Château de Chimay, Belgium)
- Le séjour militaire (27 februari 1813, Opéra-Comique, Paris)
- Le testament et les billets-doux (18 september 1819, Opéra Comique, Paris)
- Le bergère châtelaine (27 januari 1820, Opéra Comique, Paris)
- Emma, ou La promesse imprudente (7 juli 1821, Opéra Comique, Paris)
- Leicester, ou Le château de Kenilworth (25 januari 1823 Opéra Comique, Paris)
- La Neige, ou Le nouvel Éginhard (8 oktober 1823, Opéra Comique, Paris) - Uppförd 1825 i Stockholm med titeln Snöfallet eller Den nye Eginhard.
- Vendôme en Espagne (5 december 1823, Théâtre de l'Académie Royale de Musique, Paris)
- Les trois genres (27 april 1824, Théâtre de l'Odéon, Paris)
- Le concert à la cour, ou La débutante (3 juni 1824, Opéra Comique, Paris) - Uppförd 1834 i Stockholm med titeln Konserten på hovet.
- Léocadie (4 november 1824, Opéra Comique, Paris)
- Le Maçon (3 maj 1825, Opéra Comique, Paris) - Uppförd 1834 i Stockholm med titeln Muraren.
- Le timide, ou Le Nouveau séducteur (30 maj 1826, Opéra Comique, Paris)
- Fiorella (28 november 1826, Opéra Comique, Paris)
- (La muette de Portici)(Masaniello) (29 februari 1828 Théâtre de l'Académie Royale de Musique, Paris) - Uppförd 1836 i Stockholm med titeln Den stumma från Portici.
- La fiancée (10 januari 1829, Opéra Comique, Paris)

### 1830–1849
- Fra Diavolo (Fra Diavolo ou L'hôtellerie de Terracine) (28 januari 1830, Opéra Comique, Paris). Senare reviderad på italienska, med tillagd musik och den talade dialogen ersatt med recitativ; London, Lyceum Theatre, 9 juli 1857 - Uppförd 1833 i Stockholm med titeln Fra Diavolo eller Värdshuset i Terracina.
- Le Dieu et la bayadère, ou La courtisane amoureuse (13 oktober 1830, Théâtre de l'Académie Royale de Musique, Paris) - Uppförd 1863 i Stockholm med titeln Brama och bajadären.
- Le Philtre (20 juni 1831, Théâtre de l'Académie Royale de Musique, Paris)
- La Marquise de Brinvilliers (31 oktober 1831, Théâtre de l'Académie Royale de Musique, Paris)
- Le Serment, ou Les Faux-monnayeurs (1 oktober 1832, Théâtre de l'Académie Royale de Musique, Paris)
- Maskeradbalen (Gustave III ou le Bal masqué) (27 februari 1833, Théâtre de l'Académie Royale de Musique, Paris)
- Lestocq, ou L'intrigue et l’amour (24 maj 1834, Opéra Comique, Paris)
- Bronshästen (Le Cheval de bronze) (23 mars 1835, Opéra Comique, Paris) reviderad med tillagd balett; Théâtre de l'Opéra, Paris; Sep.21, 1857
- Actéon (23 januari 1836, Opéra Comique, Paris)
- Les Chaperons blancs (9 april 1836, Opéra Comique, Paris)
- L'Ambassadrice (21 december 1836, Opéra Comique, Paris) - Uppförd 1845 i Stockholm med titeln Ambassadrisen.
- Le Domino noir (2 december 1837, Opéra Comique, Paris) - Uppförd 1845 i Stockholm med titeln Den svarta dominon.
- Le Lac des fées (1 april 1839, Théâtre de l'Académie Royale de Musique, Paris)
- Zanetta, ou Jouer avec le feu (18 maj 1840, Opéra Comique, Paris)
- Les Diamants de la couronne (6 mars 1841, Opéra Comique, Paris) - Uppförd 1845 i Stockholm med titeln Kronjuvelerna.
- Le Duc d'Olonne (4 februari 1842, Opéra Comique, Paris)
- La Part du Diable (16 januari 1843, Opéra Comique, Paris) - Uppförd 1844 i Stockholm med titeln Hälften hvar eller Hin ondes andel.
- La Sirène (26 mars 1844, Opéra Comique, Paris) - Uppförd 1846 i Stockholm med titeln Sirenen.
- La Barcarolle, ou L'Amour et la Musique (22 april 1845, Opéra Comique, Paris)
- Les Premiers Pas (15 november 1847, Théâtre de l'Académie Royale de Musique, Paris)
- Haydée ou le Secret (28 december 1847, Opéra Comique, Paris)

### 1850–1869
- L'Enfant prodigue (6 december 1850, Théâtre de l'Opéra, Paris)
- Zerline, ou La Corbeille d’oranges (16 maj 1851, Théâtre de l'Opéra, Paris)
- Marco Spada (21 december 1852, Opéra Comique, Paris)  - Uppförd 1867 i Stockholm.
- Jenny Bell (2 juni 1855, Opéra Comique, Paris) - Behandlar en episod ur Jenny Linds liv.
- Manon Lescaut (23 februari 1856, Opéra Comique, Paris)
- La Circassienne (2 februari 1861, Opéra Comique, Paris)
- La Fiancée du roi de Garbe (11 januari 1864, Opéra Comique, Paris)
- Le Premier Jour de bonheur (15 februari 1868, Opéra Comique, Paris)
- Rêve d’amour (20 december 1869, Opéra Comique, Paris)